# Nembrotha
Nembrotha là một chi sên biển, động vật mang trần, động vật thân mềm chân bụng sống ở biển của họ Polyceridae. Nembrotha là chi điển hình của phân họ Nembrothinae.

## Các loài
- Nembrotha aurea Pola, Cervera & Gosliner, 2008[2]
- Nembrotha arnoldi Burn, 1957
- Nembrotha chamberlaini Gosliner & Behrens, 1997
- Nembrotha cristata Bergh, 1877
- Nembrotha kubaryana Bergh, 1877 - đồng nghĩa: Nembrotha nigerrima (Bergh, 1877) [2][3]
- Nembrotha lineolata Bergh, 1905
- Nembrotha livingstonei Sllan, 1933
- Nembrotha megalocera Yonow, 1990 - The Great Nembrotha
- Nembrotha milleri Gosliner & Behrens, 1997
- Nembrotha mullineri  Gosliner & Behrens, 1997
- Nembrotha purpureolineata O'Donoghue, 1924 - đồng nghĩa: Nembrotha rutilans (Pruvot-Fol, 1931). Tên đồng nghĩa tính đến năm 2008.[2]
- Nembrotha rosannulata Pola, Cervera & Gosliner, 2008[2]
- Nembrotha yonowae Goethel & Debelius, 1992